# 내셔널 농구 리그 (오스트레일리아)
내셔널 농구 리그(영어: National Basketball League, NBL)는 오스트랄라시아(오스트레일리아와 뉴질랜드)의 프로 농구 리그이다.

## NBL 팀
| 팀                         | 연고지                            | 경기장                       | 창설   | 가맹   |
| -------------------------- | --------------------------------- | ---------------------------- | ------ | ------ |
| 애들레이드 서티식서스      | 사우스오스트레일리아주 애들레이드 | 애들레이드 엔터테인먼트 센터 | 1982년 | 1982년 |
| 브리즈번 불리츠            | 퀸즐랜드주 브리즈번               | 닛산 아레나                  | 1979년 | 1979년 |
| 케언스 타이팬스            | 퀸즐랜드주 케언스                 | 케언스 컨벤션 센터           | 1999년 | 1999년 |
| 일라와라 호크스            | 뉴사우스웨일스주 울런공           | WIN 엔터테인먼트 센터        | 1979년 | 1979년 |
| 멜버른 유나이티드          | 빅토리아주 멜버른                 | 멜버른 아레나                | 1984년 | 1984년 |
| 뉴질랜드 브레이커스        | 뉴질랜드 오클랜드                 | 벡터 아레나                  | 2003년 | 2003년 |
| 퍼스 와일드캐츠            | 웨스턴오스트레일리아주 퍼스       | 퍼스 아레나                  | 1982년 | 1982년 |
| 시드니 킹스                | 뉴사우스웨일스주 시드니           | 시드니 슈퍼돔                | 1988년 | 1988년 |
| 사우스이스트 멜버른 피닉스 | 빅토리아주 멜버른                 | 멜버른 아레나                | 2018년 | 2019년 |
| 태즈메이니아 잭점퍼스      | 태즈메이니아주 호바트             | 마이스테이트 뱅크 아레나     | 2020년 | 2021년 |

## NBLxNBA 시리즈
NBLxNBA 시리즈(NBLxNBA series)는 호주와 뉴질랜드의 NBL와 미국과 캐나다의 NBA 구단들이 참여하는 시리즈다. 이 시리즈는 각 리그의 2017~2018 시즌에 대해 2017년에 시작되었으며 각 시즌에는 2~7경기가 포함된다. 이 경기들은 항상 미국과 캐나다에서 열리며, 일반적으로 9월과 10월 초에 열린다.

## 같이 보기
- 내셔널 바스켓볼 리그 (뉴질랜드)